# Mark Tinordi
Mark D. Tinordi (* 9. května 1966 v Red Deer, Alberta) je bývalý kanadský hokejový obránce.

## Hráčská kariéra
S juniorským hokejem začínal v týmu Lethbridge Broncos hrající v lize WHL. V Lethbridge Broncos odehrál čtyři sezóny (1982/86) a za tu dobu nasbíral 374 trestných minut. V sezóně 1986/87 hrál sice v lize WHL ale v týmu Calgary Wranglers. 4. ledna 1987 podepsal smlouvu s týmem New York Rangers jako volný nedraftovaný hráč. Na závěr sezóny odehrál čtyři zápasy na farmě Rangers v týmu New Haven Nighthawks.
V následující sezóně 1987/88 hrával častěji v IHL za tým Colorado Rangers, kde odehrál celkem 51 zápasů a v Rangers odehrál 24 zápasů a vstřelil svůj první gól v NHL ve své kariéře. Sezónu 1988/89 začal v týmu Colorado Rangers a 11. října 1988 byl společně s Paulem Jerrardem, Breta Barnetta, Mike Sullivana a 3. kolo draftu (Murray Garbutt) vyměněn do týmu Minnesota North Stars za Briana Lawtona, Igora Libu a právo na hráče Erica Bennetta.
Do týmu Minnesota North Stars se hned zařadil mezi kmenové hráče klubu. S týmem v sezóně 1990/91 došli až do finále playoff ale prohráli nad týmem Pittsburgh Penguins 2:4 na zápasy. Za jeho dobré výkony v playoff, kdy skončil na pátém místě v kanadském bodování, si zahrál v kanadském poháru v roce 1991. Poté byl zvolen kapitánem v týmu Minnesota North Stars až do konce sezóny 1992/93, kdy se klub přestěhoval do Dallasu.
V novém týmu Dallas Stars mu zůstalo kapitánské C ale v týmu hrával do 18. ledna 1995, kdy byl společně s Rickem Mrozikem vyměněn do týmu Washington Capitals za Kevina Hatchera. V Capitals odehrál posledních pět sezón své hráčské kariéry. V sezóně 1997/98 si opět zahrál finále playoff s Capitals ale prohráli nad týmem Detroit Red Wings 0:4 na zápasy. V roce 1999 byl draftován v rozšířeném výběru týmem Atlanta Thrashers, ale za klub neodehrál žádný zápas a následně na to ukončil hráčskou kariéru.

## Zajímavosti
- 4. prosince 1998 zaznamenal poslední a rovněž 200. bod v NHL proti týmu New York Islanders.
- V sezóně 2006/07 se stal trenérem a ředitelem ve Washingtonském juniorském rozvojovém programu státním školy.

## Ocenění a úspěchy
- 1987 WHL - Východ První All-Star Tým
- 1992 NHL - All-Star Game

## Prvenství
- Debut v NHL - 4. listopadu 1987 (Edmonton Oilers proti New York Rangers)
- První gól v NHL - 26. prosince 1987 (New Jersey Devils proti New York Rangers, kanadskému brankáři Alain Chevrier)
- První asistence v NHL - 26. prosince 1987 (New York Rangers proti Boston Bruins)

## Klubové statistiky
| Sezóna       | Klub                  | Soutěž       |     | Základní část | Základní část | Základní část | Základní část | Základní část |   | Play off | Play off | Play off | Play off | Play off |
| Sezóna       | Klub                  | Soutěž       | Z   | G             | A             | B             | TM            | Z             | G | A        | B        | TM       |          |          |
| 1982/1983    | Lethbridge Broncos    | WHL          | 64  | 0             | 4             | 4             | 50            | 20            | 1 | 1        | 2        | 6        |          |          |
| 1983/1984    | Lethbridge Broncos    | WHL          | 72  | 5             | 14            | 19            | 53            | 5             | 0 | 1        | 1        | 7        |          |          |
| 1984/1985    | Lethbridge Broncos    | WHL          | 58  | 10            | 15            | 25            | 134           | 4             | 0 | 2        | 2        | 12       |          |          |
| 1985/1986    | Lethbridge Broncos    | WHL          | 58  | 8             | 30            | 38            | 139           | 8             | 1 | 3        | 4        | 15       |          |          |
| 1986/1987    | Calgary Wranglers     | WHL          | 61  | 29            | 37            | 66            | 148           | —             | — | —        | —        | —        |          |          |
| 1986/1987    | New Haven Nighthawks  | AHL          | 2   | 0             | 0             | 0             | 2             | 2             | 0 | 0        | 0        | 0        |          |          |
| 1987/1988    | Colorado Rangers      | IHL          | 41  | 8             | 19            | 27            | 150           | 11            | 1 | 5        | 6        | 31       |          |          |
| 1987/1988    | New York Rangers      | NHL          | 24  | 1             | 2             | 3             | 50            | —             | — | —        | —        | —        |          |          |
| 1988/1989    | Kalamazoo Wings       | IHL          | 10  | 0             | 0             | 0             | 35            | —             | — | —        | —        | —        |          |          |
| 1988/1989    | Minnesota North Stars | NHL          | 47  | 2             | 3             | 5             | 107           | 5             | 0 | 0        | 0        | 0        |          |          |
| 1989/1990    | Minnesota North Stars | NHL          | 66  | 3             | 7             | 10            | 240           | 7             | 0 | 1        | 1        | 16       |          |          |
| 1990/1991    | Minnesota North Stars | NHL          | 69  | 5             | 27            | 32            | 189           | 23            | 5 | 6        | 11       | 78       |          |          |
| 1991/1992    | Minnesota North Stars | NHL          | 63  | 4             | 24            | 28            | 179           | 7             | 1 | 2        | 3        | 11       |          |          |
| 1992/1993    | Minnesota North Stars | NHL          | 69  | 15            | 27            | 42            | 157           | —             | — | —        | —        | —        |          |          |
| 1993/1994    | Dallas Stars          | NHL          | 61  | 6             | 18            | 24            | 143           | —             | — | —        | —        | —        |          |          |
| 1994/1995    | Washington Capitals   | NHL          | 42  | 3             | 9             | 12            | 71            | 1             | 0 | 0        | 0        | 2        |          |          |
| 1995/1996    | Washington Capitals   | NHL          | 71  | 3             | 10            | 13            | 113           | 6             | 0 | 0        | 0        | 16       |          |          |
| 1996/1997    | Washington Capitals   | NHL          | 56  | 2             | 6             | 8             | 118           | —             | — | —        | —        | —        |          |          |
| 1997/1998    | Washington Capitals   | NHL          | 47  | 8             | 9             | 17            | 39            | 21            | 1 | 2        | 3        | 42       |          |          |
| 1998/1999    | Washington Capitals   | NHL          | 48  | 0             | 6             | 6             | 108           | —             | — | —        | —        | —        |          |          |
| Celkem v NHL | Celkem v NHL          | Celkem v NHL | 663 | 52            | 148           | 200           | 1514          | 70            | 7 | 11       | 18       | 165      |          |          |

## Reprezentace
| Rok                       | Tým                       | Soutěž                    | Z | G | A | B | TM |
| ------------------------- | ------------------------- | ------------------------- | - | - | - | - | -- |
| 1991                      | Kanada                    | KP                        | 3 | 0 | 0 | 0 | 2  |
| Seniorská kariéra celkově | Seniorská kariéra celkově | Seniorská kariéra celkově | 3 | 0 | 0 | 0 | 2  |